# Adriana Petronella van Nassau-Woudenberg

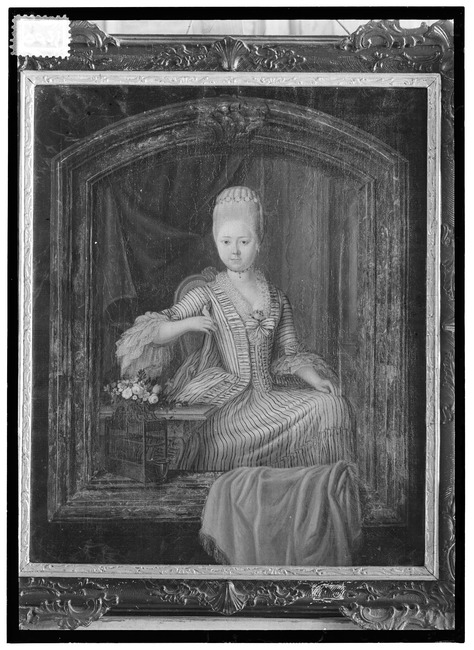
Adriana Petronella des H.R. Rijksgravin van Nassau la Lecq

Adriana Petronella des H.R. Rijksgravin van Nassau la Lecq, vrouwe van Bergen en Cortgene (Alkmaar, 21 februari 1757 – aldaar, 5 april 1789), gedoopt in Alkmaar op 22 februari 1757 en bijgezet in de grafkelder van Nassau-Bergen op 7 april 1789 was een dochter van Wigbold Adriaan des H.R. Rijksgraaf van Nassau (1729-1797) en Hester (Anna) van Foreest (1736-1785).
Zij trouwde op 22 mei 1777 in Bergen met jonkheer Joachim Ernst Mulert tot de Leemcule (1750-1828). Uit hun huwelijk werden vier kinderen geboren, onder wie:
- Willem Jan Mulert tot de Leemcule (Dalfsen, Huis de Leemcule, 27 maart 1782 - IJsselmuiden, 2 juni 1857)
- Frederik Christiaan baron Mulert, heer van de Leemcule en Cortgene (1784-1849), burgemeester

In het begin van de tachtiger jaren trad er een verwijdering op tussen de echtgenoten. Resultaat hiervan was een eis tot echtscheiding. Deze werd in 1783 door Adriana Petronella voor het drostengericht van IJsselmuiden ingediend. Sedertdien woonde zij op het Hof van Bergen en te Alkmaar.

## Afbeeldingen
In het Stedelijk Museum te Alkmaar bevonden zich twee schilderijen van haar. Op een van deze schilderijen, gemaakt door Tethart Philipp Christian Haag, is zij afgebeeld op achtjarige leeftijd. Op het andere schilderij is zij op volwassen leeftijd geschilderd door Johannes Petrus van Horstok. Op het pendant van dit portret is haar man afgebeeld.